# Чай-Грузия
Акционерное общество «Чай-Грузия» — существовавшая в эпоху позднего НЭПа советская  компания по производству чая в Грузии. Полное наименование — Акционерное общество для разведения и эксплуатации чайный плантаций в Советской Социалистической Республике Грузии и для заготовки и сбыта чая «Чай-Грузия». Штаб-квартира компании располагалась в столице Грузинской ССР Тифлисе.

## История
Постановление Совнаркома СССР об организации государственного акционерного общества «Чай-Грузия» было принято в конце 1925 года, чему активно поспособствовал тогдашний 1-й секретарь Закавказского крайкома РКП(б) Серго Орджоникидзе. Считается, что именно создание «Чая-Грузии» дало мощный толчок к созданию советской чайной промышленности.
Акционерами зарегистрированного 25 ноября 1925 года общества стали народные комиссариаты земледелия (Наркомземы) — СССР, Грузии, Аджарской АССР, Абхазской АССР, РСФСР, а также существовавшие в то время Чаеуправление, сельхозбанки и Союз сельхозкооперации. Обществу «Чай-Грузия» было поручено руководство всем чайным делом Закавказья, в том числе разведение плантаций, строительство фабрик и непосредственно производство чая.
Развернутые c начала 1926 года работы осуществлялись высокими темпами, спустя сравнительно непродолжительное время чайная культура заняла в советских субтропиках ведущее место и приобрела, как тогда принято было говорить, «важное народно-хозяйственное значение». За несколько лет, с 1926 по 1932 год площадь чайных плантаций возросла практически в 22 раза, с 1325 га до 33 тысяч га, в первую очередь за счет чаеводческих районов Мегрелии и Абхазии, где равнинный рельеф местности позволял механизировать трудоемкие работы по закладке и где наблюдались значительные резервы трудовых ресурсов, а также свободного фонда чаепригодных земель.
В 1931 году акционерное общество было реорганизовано во всесоюзное объединение «Чай-Грузия», а его низовая агрономическая сеть была передана Грузколхозцентру. В 1938 году из всесоюзного объединения было выделено два треста: «Чай-Грузия» — по промышленности, а также трест чайных и цитрусовых совхозов. В послевоенное время оба треста были переподчинены Совнархозу.